# Jadar (Drinjača)
Jadar je rijeka u istočnoj Bosni (BiH), desni pritok Drinjače. 
Duga je 64,7 km, s površinom slijeva 893,7 km². Izvire ispod Krka (1100 m),[Nastaje sutokom dviju rijeka, na 250 m/nm] a ulijeva se u Drinjaču kod zaseoka Kušlata, 5 km prije ušća Drinjače u Drinu. 

## Tok rijeke
Vrlo razgranat izvorišni vrh nalazi se u Podrinju, gdje rijeka Drina pravi veliki istočni lakat na potezu od Sušice (1243 m) do Drinjaka (771 m). Jadar ima planinski tok. Glavni pritoci su mu Zeleni i Studeni Jadar. Rijeka dijeli Birač na zapadu od Ludomera na istoku.